# Almatret
Almatret település Spanyolországban, Lleida tartományban. Almatret Maials, Seròs, Riba-roja d'Ebre, Fayón és Mequinenza községekkel határos. Lakosainak száma 305 fő (2024).

## Népesség
A település lakosságának változását az alábbi diagram mutatja:
| Lakosok száma | 71   | 1280 | 1206 | 1023 | 542  | 452  | 397  | 333  | 307  | 305  |
|               | 1717 | 1887 | 1936 | 1960 | 1986 | 2004 | 2009 | 2014 | 2019 | 2024 |